# 蒙武
蒙武（？—？），中国战国时期秦国名将。祖居齐国，父蒙骜、子蒙恬及蒙毅皆为秦名将。

## 为将经历
公元前224年作为裨将军和王翦带兵六十万进攻楚国，击破楚军主力于蕲，楚国大将项燕于此役战死。
公元前223年又和王翦带兵击楚，再次击破楚军，俘虏末代楚王负刍，灭亡了楚国。原属楚国的土地被划分为三个郡。
这是史记中比较多地采用的说法。

## 另说
而《史記·秦始皇本紀》中灭楚过程则为：
公元前224年王翦、蒙武带兵攻击楚国，击破楚军，俘虏楚王负刍，占领了从陈到平舆的广大地区，短暂灭楚。秦始皇到郢、陈一带视察。
项燕立昌平君（昌平君原是楚国的王族，据记载公元前238年前后担任秦国的相国，前227年来被迁到郢地。）为楚王，在淮南（淮北已被秦军占领）起兵反秦，宣布楚国复国。
公元前223年王翦、蒙武再次击破楚军，昌平君被杀，项燕自杀，楚国彻底灭亡。

## 家族
蒙武出身于名将世家，其家族原本是齐国人，其父蒙骜在秦昭襄王时来到秦国，成为秦国的著名将领。
蒙骜曾带兵多次攻打魏国、韩国和赵国，为秦国夺取了大量的土地和城池。官拜上卿，在秦昭襄王和秦始皇初年是秦国最重要的将领之一。
其子蒙恬也是秦国的名将，曾击退匈奴和筑长城，在秦始皇中后期成为秦朝当时最重要的将领。另一子蒙毅也曾带兵，并担任上卿。
相对而言，蒙武的名声较小，在历史上记载不多，但也是秦国当时的重要将领之一，为秦朝的建立立下赫赫战功。